# Maison du Bailli (Theux)
Pour les articles homonymes, voir Maison du bailli.
La maison du Bailli aussi appelée maison Wolff est un édifice de style mosan situé à Theux, dans la province de Liège en Belgique.

## Situation
La maison se situe au centre de Marché, hameau ancien de la ville de Theux implanté au bord de la Hoëgne au sud de Theux et au pied du château de Franchimont qui n'est distant que d'environ 200 m à vol d'oiseau.

## Historique
Cette maison forte a été réalisée au XVIe siècle pour la famille de Presseux de Hautregard dont certains membres furent châtelains de Franchimont. Il s"agit d'une des constructions les plus anciennes de la ville de Theux. François Wolff, bourgmestre de la ville de Theux, y fit sa résidence au cours du XVIIe siècle. En 1880, les pères lazaristes acquièrent le bâtiment et l'intègrent dans l'établissement scolaire connu aujourd'hui sous le nom de Saint-Roch Theux.

## Architecture
La façade principale de l'immeuble est constituée de trois travées et de quatre niveaux érigés dans le style mosan. Le soubassement est édifié en pierre calcaire et le reste de la façade est construit en moellons de grès interrompus par sept bandeaux en pierre calcaire. Les baies vitrées des deux travées de gauche se caractérisent par l'emploi de meneaux et de traverses en pierre calcaire représentatifs du style mosan. La façade est bordée de deux tours rondes de trois niveaux entièrement bâties en pierre de grès .

## Classement
La maison du Bailli (façades et toitures du bâtiment principal ainsi que les deux tours) fait l'objet d'un classement comme monument historique depuis le 5 septembre 1978.